# Bohdan Osadczuk

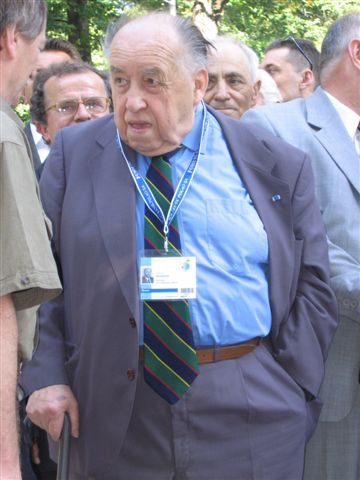
Bohdan Osadczuk, Krynica-Zdrój, 8 września 2005

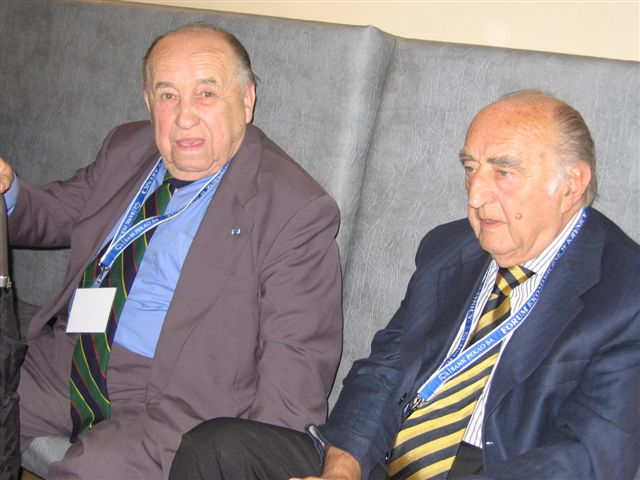
Bohdan Osadczuk z Leopoldem Ungerem, Krynica-Zdrój, 9 września 2005

Bohdan Osadczuk, ps. „Berlińczyk”, „Alexander Korab” (ur. 1 sierpnia 1920 w Kołomyi, zm. 19 października 2011 w Zakliczynie) – ukraiński historyk, publicysta i dziennikarz, sowietolog, badacz historii Europy Środkowo-Wschodniej. Członek Rady Kolegium Europy Wschodniej im. Jana Nowaka-Jeziorańskiego.

## Życiorys
Syn Iwana i Franciszki Osadczuków. Dzieciństwo i młodość spędził na Kielecczyźnie, we wsiach Boszczynek i Przybenice, dokąd jego ojciec został skierowany jako nauczyciel. Uczęszczał do gimnazjum w Pińczowie, skąd został wydalony w 1938 r. w wyniku konfliktu na tle narodowościowym. Po wybuchu II wojny światowej przebywał wraz z rodziną w Kazimierzy Wielkiej i Busku-Zdroju. Korzystając z uprzywilejowania Ukraińców pod niemiecką okupacją maturę (po kursach przygotowawczych), zdał w okupowanym Krakowie w roku 1941.
Od 1941 r. studiował historię krajów Europy Wschodniej i Bałkanów, prawo międzynarodowe i języki wschodnie na Uniwersytecie Humboldtów w Berlinie, gdzie w 1944 obronił pracę dyplomową na temat prasy na Ukrainie Zakarpackiej.
Twierdził, że podczas wojny utrzymywał kontakty zarówno z przedstawicielami „podziemia ukraińskiego – UPA, jak i polskiego – AL”.
W latach 1946–1950 pracował w Polskiej Misji Wojskowej w Berlinie. Publikował następnie w „Die Neue Zeitung”, niemieckojęzycznym dzienniku, założonym przez Amerykanów. W czerwcu 1950 uczestniczył w berlińskim antykomunistycznym Kongresie Wolności Kultury, gdzie poznał Jerzego Giedroycia i Józefa Czapskiego. W wyniku tego spotkania, wespół z Jerzym Prądzyńskim, od czerwca 1952 do stycznia 1953 zaczął wydawać niemieckojęzyczny biuletyn informacyjny: „Stimmen zu Osteuropäischen Fragen” („Głosy na temat kwestii Europy Wschodniej”), finansowany ze środków Instytutu Literackiego w Paryżu. Od tego czasu współpracował z paryską „Kulturą”, pod ps. „Berlińczyk”. Jego korespondencja z Jerzym Giedroyciem ukazała się w tomie: Emigracja ukraińska. Listy 1950-1982 (seria: „Archiwum »Kultury «”; Czytelnik 2005, ISBN 83-07-02981-3).
Doktoryzował się w Wolnym Ukraińskim Uniwersytecie, pisząc pracę o polityce narodowościowej od Lenina do Chruszczowa. Był od 1966 docentem, profesorem i wreszcie prorektorem tego uniwersytetu.
Od lat 50. i 60. był berlińskim dziennikarzem i korespondentem kilku pism: „Basler Nationalzeitung” i „Neue Zürcher Zeitung” (Szwajcaria, komentator spraw dot. Europy Wschodniej i komunizmu) oraz współpracownikiem: „Der Tagesspiegel”, „Műnchener Merkur”, „Stuttgarter Nachrichten” i „Kölner Stadtanzeiger”. Od 1956 roku do lat siedemdziesiątych występował jako komentator w niemieckim programie telewizyjnym „Internationaler Frühschoppen”.
Od 1966 był profesorem historii najnowszej Europy Wschodniej w Otto-Suhr-Institut na Wolnym Uniwersytecie w Berlinie. Tam m.in. napisał swą pracę habilitacyjną, poświęconą planom Józefa Piłsudskiego, dotyczących wojny prewencyjnej przeciwko Hitlerowi.
W latach 80. był wydawcą pisma niezależnych intelektualistów ukraińskich na emigracji pt. „Widnowa”.
W 1983 r. został wyróżniony Nagrodą Przyjaźni i Współpracy „Kultury”.
Odznaczony m.in. Orderem Orła Białego (3 maja 2001) i Krzyżem Komandorskim Orderu Zasługi Rzeczypospolitej Polskiej (30 marca 1994) za wybitne zasługi w działalności na rzecz pojednania polsko-ukraińskiego. W 2005 r. otrzymał tytuł „Człowieka Pogranicza”, 8 listopada 2007 Nagrodę im. Jerzego Giedroycia przyznawaną przez dziennik „Rzeczpospolita”. 13 listopada 2009 w uznaniu dorobku naukowego oraz działań na rzecz pojednania polsko-ukraińskiego minister Radosław Sikorski nadał mu Odznakę Honorową „Bene Merito”.
W 2007 r. ukazała się księga pamiątkowa pt. Polska. Ukraina. Osadczuk. Księga jubileuszowa ofiarowana profesorowi Bohdanowi Osadczukowi w 85 rocznicę urodzin (pod red. Bogumiły Berdychowskiej i Oli Hnatiuk, Wydawnictwo Uniwersytetu Marii Curie-Skłodowskiej 2007, ISBN 978-83-227-2625-9).
Mieszkał w Berlinie. Ze względu na podeszły wiek sprowadził się do rodziny swojej koleżanki Agaty Frajtag do Zakliczyna. Tam zmarł i został pochowany na cmentarzu parafialnym. Msza pogrzebowa odbyła się 25 października 2011 w kościele w Zakliczynie z uczestnictwem duchowieństwa greckokatolickiego i rzymskokatolickiego.

## Twórczość
- Die Entwicklung der kommunistischen Parteien Ostmittelseuropas (1962)
- Weisser Adler, Kreuz und Rote Fahne. Chronik der Krisen des kommunistischen Herrschaftssystems in Polen 1956-1982 (1982)
- Ukraina, Polska, świat. Wybór reportaży i artykułów (wybrał i przedmową opatrzył Andrzej Stanisław Kowalczyk; wstęp Jerzy Giedroyc i Czesław Miłosz; seria: „Meridian”; Pogranicze 2000, ISBN 83-86872-06-3)
- Wiek ukraińsko-polski: rozmowy z Bohdanem Osadczukiem (rozmowy przeprowadzili: Andrzej Stanisław Kowalczyk i Basil Kerski, współpraca Krzysztof Zastawny; Wydawnictwo Uniwersytetu Marii Curie-Skłodowskiej 2001, ISBN 83-227-1777-6; wydanie uzupełnione pt. Polska i Ukraina. Rozmowy z Bohdanem Osadczukiem, Wydawnictwo Kolegium Europy Wschodniej 2008, ISBN 978-83-89185-60-0)
- Niepodległa Ukraina (seria: „Meridian”; Pogranicze 2006, ISBN 83-86872-86-1)